# Dolgajatangen
46°39′35″N 37°46′00″Ø / 46.65972°N 37.76667°Ø
Dolgajatangen eller Kosa Dolgaya (russisk: Коса Долгая) er en sandet landtunge i det Azovske Hav. Den er 17 km lang og bredden er ca. 500 m. Spidsen er placeret i Yeysky-distriktet i Krasnodar kraj, Rusland. Den adskiller Taganroska-bugten fra Azovhavet.
Dolgajatangen er et naturreservat i Krasnodar kraj med unikke sandstrande, ret dybt hav, ferskvandssøer, rig dyreverden og flora.
Landsbyen Dolzhanskaya ligger ved  Dolgajatangen.